# Nature Reviews Gastroenterology & Hepatology
Nature Reviews Gastroenterology & Hepatology — це рецензований медичний журнал, присвячений гастроентерології та гепатології, який публікується видавництвом Nature Portfolio (Springer Nature). Він був заснований у 2004 році як Nature Clinical Practice Gastroenterology & Hepatology і отримав свою поточну назву у квітні 2009 року. Головний редактор Катріна Рей.
Згідно з Journal Citation Reports, імпакт-фактор журналу на 2021 рік становить 73,082, що ставить його на 1 місце серед 93 журналів у категорії «Гастроентерологія та гепатологія».

## Цілі та сфера застосування
Вміст Nature Reviews Gastroenterology & Hepatology написаний всесвітньо відомими вченими, дослідниками і клініцистами, та орієнтований на читачів у галузі біологічних і медичних наук, починаючи з післядипломного рівня і вище.
Поглиблені огляди надають авторитетну, актуальну інформацію з теми, поміщаючи її в контекст історії та розвитку галузі. У розділі «Consensus Statements» надаються рекомендації, засновані на доказах, і представляють збалансований огляд, складений цільовою групою експертів. Актуальні обговорення та думки пропонуються в статтях «Перспективи», «Коментарі» та «Новини та погляди», а в розділі «Основні моменти досліджень» редакція відфільтровує первинні дослідження з ряду спеціальних і загальних медичних і наукових журналів.
Тематика журналу:
- Рак
- Діагностика та скринінг
- Ендоскопія (включаючи візуалізацію)
- Епідеміологія
- Жовчний міхур і жовчовивідні шляхи
- Гастроезофагеальна рефлюксна хвороба
- Шлунково-кишкова кровотеча
- Медична генетика
- Геріатрична медицина
- Мікробіота кишки
- Гепатит
- Інфекція (включаючи бактеріальну, вірусну, паразитарну)
- Запальні захворювання кишки[en]
- Товста кишка (включаючи задній прохід)
- Печінка (включаючи цироз і фіброз)
- Моторика (включаючи синдром подразненого кишечника)
- Харчування (включаючи травлення, непереносимість, алергію, дієти, ожиріння)
- Підшлункова залоза
- Педіатрія
- Тонка кишка
- Шлунок
- Хірургія (включаючи трансплантацію)
- Терапія (включаючи фармакотерапію, променеву терапію, раціональне харчування, альтернативну)
- Трансляційна медицина[en]
- Виразки
- Верхній відділ шлунково-кишкового тракту (включаючи ротову порожнину, стравохід, прийом їжі)

## Реферування та індексування
Реферують та індексують журнал:
- PubMed
- EMBASE/Excerpta Medica
- Science Citation Index Expanded[6]
- Current Contents/Clinical Medicine
- CINAHL
- CAB Abstracts
- Chemical Abstracts Service
- Scopus[7]